# Aletris scopulorum
Aletris scopulorum là một loài thực vật có hoa trong họ Nartheciaceae. Loài này được Dunn mô tả khoa học đầu tiên năm 1908.